# 1,1,1-トリクロロエタン
1,1,1-トリクロロエタン（英語: 1,1,1-trichloroethane）は、化学式が CH3CCl3 で表される有機化合物である。
広く化学工業で溶媒（溶剤）として使われていた。メチルクロロホルム、クロロテン (chlorothene) とも呼ばれ、商品名として Solvent 111、Genklene （ICI社の商標）も知られる。
初めて作り出したのはフランスの化学者アンリ・ヴィクトル・ルニョーで、1840年のことであった。1950年代の半ばから1995年まで、工業的に大規模に生産されていた。モントリオール議定書の採択に伴い、使用が規制されるようになった。

## 製造
工業的には、 クロロエチレンを原料とした2段階の工程で作られるのが普通である。第1段階ではクロロエチレンを20–50°Cで塩化水素と反応させ、1,1-ジクロロエタンとする。この反応は塩化アルミニウム、塩化鉄(III)、または塩化亜鉛で触媒される。
{\displaystyle {\ce {CH2={CHCl}+ HCl -> CH3CHCl2}}}
次に紫外線の照射下で塩素と反応させると、1,1,1-トリクロロエタンが得られる。
{\displaystyle {\ce {{CH3CHCl2}+ Cl2 -> {CH3CCl3}+ HCl}}}
収率は80%–90%程度で、ここで発生する塩化水素は第1段階の工程に再利用される。主な副生成物は異性体の1,1,2-トリクロロエタンである。これは蒸留によって分留される。
塩化鉄(III) を触媒として使うと、若干少ない量ではあるが、1,1-ジクロロエテン（塩化ビニリデン）と塩化水素の反応によって1,1,1-トリクロロエタンが生成する。
{\displaystyle {\ce {CH2={CCl2}+ HCl -> CH3CCl3}}}

## 用途
多くの有機化合物の良溶媒である。ハロゲン化炭化水素の中では毒性が低い。モントリオール議定書以前には、金属部品や回路基板の洗浄、電子工業におけるフォトレジスト用の溶媒、エアロゾル推進剤、インク・ペンキ・接着剤や塗料などの溶剤として利用されていた。
モントリオール議定書中で1,1,1-トリクロロエタンはオゾン層破壊物質のひとつとされ、1996年からの使用が禁止された。それ以来、世界のほとんどの地域で製造・使用されることがなくなった。
1,1,1-トリクロロエタンは一般的に非極性溶媒に分類されるが、電気陰性度の大きい塩素原子 3 つが分子の片側に偏って配置しているため、若干の極性を持っている。そのためヘキサンのような完全に無極性な溶媒よりも有機化合物を溶かす能力に優れている。

## 安全性
他の類似した構造を持つ化合物と比べて毒性は低いものの、吸入したり飲み込んだりすると中枢神経の抑制作用をもたらし、中毒症状として眩暈やせん妄などが現れ、特に高濃度の場合は意識喪失が起こり死に至る場合もある。
長い間皮膚に触れさせると表面から脂肪を洗い流し、炎症が起こる。
動物実験では体内に長時間とどまらないことが示されている。しかし、被曝し続けると肝臓、腎臓、心臓に異常が起こる原因となる。先天性障害の原因となる場合があるため、妊娠している者は接触を避けるべきであるとされる。
昆虫に対しては致死性の効果を持つ。